# 三木市立緑が丘東小学校
三木市立緑が丘東小学校（みきしりつみどりがおかひがししょうがっこう）は、兵庫県三木市緑が丘町東4丁目にある公立小学校。

## 概要

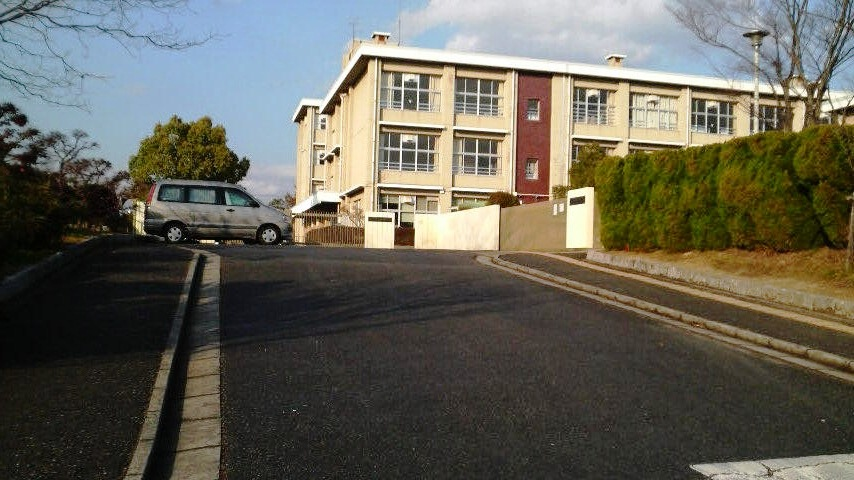
校門

- 緑が丘町の新興住宅地開発により、三木市立緑が丘小学校の開校したが、緑が丘小学校の児童数が増加したことで、増加によってプレハブ教室で児童の収容を確保するなどの教育環境の低下や施設の不備、今後の児童数の増加を考慮してかつ周辺の住民の要求によって建設し、1980年4月1日に開校した。[1][2][3]

## 沿革
- 1978年8月26日 - 「三木市立第二緑が丘小学校」として三木市志染町広野字常尾谷付近で起工式を行う。[2][3]
- 1979年8月 - 校舎の建設が開始する。[3]
- 1980年4月1日 - 三木市立緑が丘小学校から分離し、現在地である当時の三木市志染町広野字甲132番地26号に11番目の小学校として開校する。PTAはこの時に発足した。[1][4][5]
- 1980年9月13日 - 校章を制定する。[1]
- 1981年 - 特殊学級開設。
- 1987年4月4日 - 大和ハウス松が丘ネオポリス土地区画整理事業の実施に伴う字の区域の設定、字の区域の変更及び廃止により、本校の住所表記が三木市緑が丘町東4丁目45番地に変更になる。[4]
- 2010年4月 - ノーチャイムを導入する。[6]

## 児童数
- 1年 - 88人
- 2年 - 104人
- 3年 - 94人
- 4年 - 98人
- 5年 - 93人
- 6年 - 119人
- 合計 - 596人（2005年現在）

## 校区
| 大字         | 範囲                                                                        |
| ------------ | --------------------------------------------------------------------------- |
| 緑が丘町中   | 3丁目                                                                       |
| 緑が丘町東   | 2丁目 - 4丁目                                                               |
| 志染町青山   | 全域                                                                        |
| 志染町高男寺 | 小字滝ヶ谷1番地・62番地、小字甚兵衛ヶ谷748番地、小字寺ヶ谷762番地 - 764番地 |
| 志染町広野   | 1丁目から8丁目を除く                                                        |

## 卒業後の進路
- 三木市立緑が丘中学校 - 卒業生の9割は進学する。

## 校内放送
掃除の時には華麗なる大円舞曲 (ショパン)・美しく青きドナウ・タイプライター (アンダーソン)・子象の行進等の曲が流れ下校時にはトロイメライが流される。

## 周辺の施設
- 兵庫県立三木防災公園
- 関西国際大学
- 三木市立緑が丘中学校

## 周辺の道路
- 兵庫県道83号平野三木線

## アクセス
- 神戸電鉄粟生線緑が丘駅から20分。

## 著名な出身者
- 奥嶋ひろまさ - 漫画家

## 通学区域が隣接している学校
- 三木市立緑が丘小学校
- 三木市立志染小学校
- 神戸市立押部谷小学校